# Gerfrid Gaigg
Gerfrid Gaigg (* 15. Juli 1932 in Salzburg) ist ein ehemaliger österreichischer Politiker (ÖVP) und Wirtschaftsjurist. Gaigg war Abgeordneter zum Österreichischen Nationalrat und zum Europäischen Parlament.

## Ausbildung und Beruf
Gaigg besuchte nach der Volksschule eine Mittelschule, die er 1951 mit der Matura abschloss. Er studierte im Anschluss zwischen 1951 und 1955 Rechtswissenschaft an den Universitäten Wien und Innsbruck und ergänzte seine Ausbildung von 1955 bis 1956 um ein Studium der Politikwissenschaft an der Leland-Stanford Jr. University Kalifornien. Nach seiner Rückkehr nach Österreich absolvierte Gaigg zwischen 1956 und 1957 sein Gerichtsjahr am Bezirksgericht Gmunden und am Landesgericht Salzburg und begann 1957 eine Rechtsanwaltsausbildung, die er 1963 abschloss. Zudem legte er 1961 die Anwaltsprüfung ab.
Nach dem Ende seiner Ausbildung arbeitete Gaigg ab 1964 für die Kammer der gewerblichen Wirtschaft für Oberösterreich und wurde 1968 Leiter der rechts- und gewerbepolitischen Abteilung. 1976 wurde er Geschäftsführer des Institutes für Gesellschaftspolitische Grundlagenforschung (IPOL-Institut).
Er ist Mitglied der katholischen Studentenverbindungen KÖStV Austria Wien (seit 1952), AV Austria Innsbruck (seit 1954) und KaV Austro-Danubia Linz (seit 1966) im ÖCV.

## Politik
Gaigg war bereits während seines Studiums politisch aktiv und hatte von 1954 bis 1955 den Vorsitz in der Österreichischen Hochschülerschaft der Universität Innsbruck inne. 1971 wurde er Obmann der Stadtgruppe Linz des Österreichischen Akademikerbundes und Mitglied des Linzer Gemeinderates. Zudem hatte er von 1975 bis 1993 die Funktion des Obmanns der Landesgruppe Oberösterreich im Österreichischen Akademikerbund inne und war ab 1981 Vizepräsident des Österreichischen Akademikerbundes.
Gaigg vertrat die ÖVP über lange Jahre im Nationalrat, dem er zunächst vom 13. Oktober 1981 bis zum 18. Mai 1983 angehörte. Nachdem er am 17. Dezember 1986 wieder als Nationalratsabgeordneter angelobt worden war, schied er am 4. November 1990 wieder aus dem Parlament aus. Nach der Regierungsbildung 1990 konnte Gaigg am 18. Dezember 1990 wieder in den Nationalrat einziehen und gehörte dem Gremium bis zum 6. November 1994 an. Seine letzte Periode verbrachte Gaigg im Anschluss vom 15. Dezember 1994 bis zum 12. März 1995 im Nationalrat, wobei er zwischen dem 1. Jänner 1995 und dem 24. Jänner 1996 vom Nationalrat als Abgeordneter ins Europäische Parlament delegiert wurde.

## Auszeichnungen
- 1994: Großes Silbernes Ehrenzeichen für Verdienste um die Republik Österreich[2]